# Sentimentos (telenovela)
Sentimentos é uma telenovela da TVI, originalmente transmitida entre 22 de junho de 2009 e 4 de julho de 2010. Gravada entre Macau, Tailândia e Lisboa, e da autoria de Tozé Martinho, esta novela conta com Joana Solnado, Diogo Amaral e Margarida Vila-Nova como protagonistas. Foi reposta na TVI Ficção entre 29 de janeiro de 2014 e 30 de dezembro de 2014, e entre 2 de janeiro de 2018 e 28 de junho de 2018.

## Produção
A telenovela teve como nome provisório Correntes.
Grandes dúvidas existiram acerca de a quem caberia o papel da personagem protagonista desta telenovela, Leonor Coutinho. Mafalda Pinto, Rita Pereira e Sara Salgado chegaram a fazer testes mas Joana Solnado acabou por ser selecionada.
Pedro Lamares e José Carlos Pereira trocaram de papéis ao contrário do inicialmente previsto.
Manuela Couto acabou por interpretar Lúcia Huau, mas este papel estava destinado a Alexandra Lencastre. Assim como Luísa Cruz assumiu o papel de Margarida Coutinho, que foi escrito a pensar em Lídia Franco. Também Margarida Marinho teve de recusar o convite. Ela interpretaria Mariana Coutinho, papel de Rita Salema.
São José Correia revelou-se descontente com a personagem, Isabel Gomes, e acabou por abandonar a trama mais cedo. Margarida Vila-Nova foi outra das que criticou a sua personagem, Filipa Coutinho, que acabou por tomar um rumo contrário ao esperado.
Sentimentos marcou o primeiro papel de Margarida Vila-Nova depois de ser mãe.
No processo de seleção, o autor referiu várias vezes que em "equipa vencedora não se mexe", mostrando que queria manter o máximo possível de atores de A Outra. Conseguiu juntar de novo Margarida Vila-Nova, Pedro Lima, João Perry, para além do próprio Tozé Martinho.
Também houve rumores de que Sandra Cóias e Alexandre da Silva teriam sido cotados para a trama.
As cenas da prisão onde Thai esteve encarcerada foram gravadas numa prisão desativada em Santarém e não na Tailândia.

## Sinopse
As festas continuam, cheias de alegria. Leonor Coutinho (Joana Solnado), na sua adolescência, foi uma jovem marcada por uma inconfidência da sua prima Filipa Coutinho (Margarida Vila-Nova). 
Aos 11 anos, no meio de uma discussão típica da idade, surgiu uma revelação: Leonor é adoptada! Leonor nunca revelou a ninguém o que ouviu naquele dia. Nem nunca mais falou sobre o assunto com a prima. Na noite da sua queima das fitas, depois do desfile, Leonor vai ter com os pais ao Hotel onde estes estão instalados. Durante o jantar, o pai, Manuel Coutinho (Luís Esparteiro), enaltecendo o espectacular trabalho dela como estudante, e naquele dia da sua formatura, diz‑lhe que num dia tão importante como aquele em que se dá o passo final para se transformar de uma adolescente numa mulher adulta, Leonor pode pedir o que quiser. 
Tem direito a um pedido, Leonor olha para o pai, para a mãe, Margarida Coutinho (Luísa Cruz), e para o avô, Francisco Coutinho (João Perry). Lembra‑se da verdade que a sua prima uns anos atrás lhe dissera, e de uma forma calma mas cheia de firmeza e determinação diz: ‑ Pai, eu quero conhecer a minha família verdadeira! A mãe abandona a mesa e o pai, aflito mas aconselhado por Francisco, revela a verdade à filha. Revela que ele é o pai dela e que a mãe verdadeira era uma mulher que ele conhecera em Macau e por quem se apaixonara. Macau era uma terra linda e propícia a paixões. 
Só que Laura (Manuela Couto) tinha desaparecido e quando voltou, uns meses depois, trazia com ela uma menina recém‑nascida. Entregou‑a ao pai para que a trouxesse para Lisboa e sem mais explicações, desaparecera novamente.

## Elenco
- Joana Solnado - Leonor Correia Coutinho/Mota (Protagonista)
- Margarida Vila-Nova - Filipa Coutinho (Protagonista)
- Diogo Amaral - Diogo Tavares (Protagonista)
- Fernando Luís - Sertório Mota / António (Antagonista)
- Luís Esparteiro - Manuel Coutinho (Co-Protagonista)
- Manuela Couto - Lúcia Correia Huau/Mota / Laura (Co-Protagonista)
- Tozé Martinho - César Ramos de Oliveira
- Teresa Madruga - Olinda Ramos de Oliveira
- Adriano Luz - Eduardo Coutinho
- Rita Salema - Mariana Coutinho
- Luísa Cruz - Margarida Coutinho
- São José Correia - Isabel Gomes
- Pedro Lima - Duarte Gomes
- Maria João Abreu - Julieta Dias
- Sofia Grillo - Bárbara Castro Soares
- Joaquim Nicolau - Padre Valente
- José Carlos Pereira - Eusébio Ramos de Oliveira
- Bárbara Norton de Matos - Inês Coutinho
- Pedro Lamares - Nuno Gomes
- Paulo Pinto - João Vieira
- Sofia Arruda - Rita Coutinho
- Renato Godinho - Victor Correia
- Sara Barros Leitão - Rute Dias
- Sisley Dias - Sebastião Coutinho
- Joana Ribeiro Santos - Catarina Eufémia Ramos de Oliveira
- Jani Zhao - Thai Correia Huau

Participações especiais:
- António Montez - José (Zé) Diogo Leal
- Carmen Santos - Anita Castro
- Anita Guerreiro - Maria da Luz (Luzinha) Leal
- Cristina Ferreira - ela mesma

Atores convidados:
- João Perry - Francisco Coutinho
- Sinde Filipe - Aníbal Gouveia / Codfish
- Ruy de Carvalho - Carlos Dias

Elenco infantil:
- Carolina Scarpari - Piedade Soares
- Francisco Fernandez - Miguel Coutinho
- João Maria Maneira - José (Zé) Maria Soares
- Miguel Carneiro - Afonso Gomes

## Elenco adicional
- Andreia Serras
- António Machado - Sabino
- Alexandra S. Pereira - Diva
- Dhan Bahadur - Guarda Prisional
- Eduardo Viana - Raul Pinto
- Eric Santos - Vilela
- Eurico Lopes - Vasco Soares Freitas
- Florbela Menezes - Maria
- Gin Va
- Grace Kelly Pinto - Carmen
- João Didelet - Quaresma
- João Fernandes
- Josefina Massango - Regina
- Margarida Carpinteiro
- Maria Júlia Socastro - Neuza
- Marques D'Arede - Médico
- Nuria Mencia
- Paulo Matos - Luís
- Pedro Laginha - Tiago
- Priscillia Tiem
- Rodrigo Soares - Guilherme
- Sabri Lucas - Nélson Castro
- Sylvia Rijner
- Tareka - Graça

## Banda sonora
- The Gift (banda) - Fácil de Entender
- Catarina Pereira - Acredita em Mim
- Pedro Khima - Olá
- Beyoncé - If I Were a Boy
- Pedro Madeira - Descobre-me
- Vintém - Weha
- Classificados - No Último Degrau
- Diana Lucas - Espero Por Ti (Preciso de Alguém)
- Lena d'Água - Sempre Que o Amor Me Quiser
- Luiz e a Lata - Plágio de Mim (com Raquel Tavares)
- Fingertips - Do It (Ballad) (Magic Colours)
- Edmundo Vieira - Onde Errei
- Slide - Simplesmente os Dois
- Mickael Carreira - Não voltes agora
- Sérgio Godinho - Coro das Velhas
- Paulo Brissos - Serás Tu
- Ana Duarte - A Mentira do Teu Olhar

## Audiências
O primeiro episódio registrou 17.0% de audiência média e 44.7% share, o que acabou por ser o melhor registro da novela. O último episódio registrou 10.4% de audiência média e 41.7% de share. Os 297 capítulos transmitidos registraram média final de 8.9% de audiência média e 34.0% de share.